# Franck Hermanny
 (février 2013).
Si vous disposez d'ouvrages ou d'articles de référence ou si vous connaissez des sites web de qualité traitant du thème abordé ici, merci de compléter l'article en donnant les références utiles à sa vérifiabilité et en les liant à la section « Notes et références ».
Franck Daniel Hermanny est né  à Nîmes le 19 avril 1974, France. Il est musicien et bassiste, membre du groupe de heavy metal Adagio depuis 2001.

## Débuts
Franck Hermanny commence par des études classiques au conservatoire de Nîmes et étudie le violon dès l'âge de 6 ans.
C'est grâce à son père, musicien amateur, qu'il commence l'initiation de la basse en 1990. Après avoir commencé à écouter des groupes de heavy metal comme Metallica ou Iron Maiden, Franck découvre le jazz fusion par le biais du groupe canadien UZEB et son bassiste Alain Caron.
En 1992 Franck étudie à l'Institut musical de formation professionnelle (IMFP) de Salon-de-Provence pendant un an, afin d'apprendre les bases du jazz et de la musique latine. Il joue également dans divers groupes et orchestres de reprises, et durant les années suivantes, travaille l'instrument inlassablement.
Il devient professionnel en 1994.

## L'avant Adagio
En 1998, après avoir étudié la contrebasse et ses techniques de jazz, Franck rejoint le groupe du guitariste français Cyril Achard, avec lequel il enregistre le live Contre Fusion (en 2000) et l'album ...In Inconstantia Constans, orienté métal progressif. Le guitariste/claviériste Tony MacAlpine est invité pour trois solos de claviers sur cet album. C'est Eric Lebailly qui joue de la batterie sur cet album, et qui sera à partir de 2004 le batteur d'Adagio. Le trio Cyril Achard se produit dans divers festivals en compagnie de groupes tels que le Morglbl Trio avec Christophe Godin.
Franck joue aussi également dans la formation du show de variétés Cocktail de nuit depuis 1998.
C'est en 1999 qu'il rencontre Stéphan Forté. Celui-ci lui propose de rejoindre le projet sur lequel il travaille, et qui allait devenir un an plus tard le groupe Adagio.

## Adagio
L'enregistrement du premier album d'Adagio, Sanctus Ignis, a lieu à Karlsdorf en Allemagne, dans les studios House Of Audio. Il est produit par Dennis Ward (du groupe Pink Cream 69).
Sa carrière dans Adagio se poursuit avec l'enregistrement de l'album Underworld, puis sa parution en juillet 2003. La sortie de l'album est suivie par la première tournée du groupe en tête d'affiche, durant laquelle Adagio enregistre son premier album live, A Band in Upperworld, lors d'un concert à l'Élysée Montmartre, salle de concert que le groupe retrouvera, toujours en tête d'affiche, durant la tournée suivant l'album Dominate, et plusieurs fois par la suite.
En 2006 sort Dominate, le troisième album d'Adagio ; puis en février 2009, le quatrième : Archangels in Black. Le disque reçoit un très bon accueil en France et à l'étranger : le magazine Rolling Stone y consacre un court et élogieux article. Lors de la sortie du nouvel album, le groupe se produit sur des scènes réputées comme celle du Hellfest ou des Métallurgicales, en première partie du groupe Trust.
En mars 2010, Adagio rejoint le groupe américain Kamelot lors de sa tournée européenne mars/avril 2010 qui se termine par un concert au Power Prog & Metal Fest en Belgique avec le groupe Scorpions. Cette même année est marquée par la réédition d'anciens albums du groupe, Sanctus Ignis et Underworld, ainsi que de l'album live A Band in Upperworld, qui n'était disponible jusqu'ici qu'en import Japonais.
Depuis novembre 2010, les membres d'Adagio travaillent sur l'écriture du cinquième album studio ; d'abord en compagnie de leur nouveau chanteur, Kelly Sundown Carpenter, puis de son remplaçant Mats Leven (Therion, Yngwie Malmsteen).
2014 devrait voir la sortie du cinquième album studio d'Adagio.

## En parallèle d'Adagio
Entre les albums Underworld et Dominate, Franck a également participé à la tournée allemande et une partie de la tournée française du groupe Taboo Voodoo, en remplacement de son ami bassiste Ivan Rougny du Morglbl Trio. Ce groupe est un projet de son ancien collaborateur Cyril Achard et du batteur Mike Terrana (Rage, Yngwie Malmsteen, Tarja Turunen...).
Franck joue occasionnellement avec le groupe Venturia, avec lequel il participe notamment à une émission de télévision suisse, Rock en Scène, retransmise sur la Télévision suisse romande.
Franck Hermanny réalise en 2008 son double DVD pédagogique Bass licks. Il écrit plusieurs colonnes à but pédagogique dans Guitarist Magazine et Bassiste Magazine, traitant des techniques de basse utilisées sur l'album Archangels in Black.
Passionné par la composition, il étudie l'art de l'arrangement et l'orchestration, composant également dans un contexte lié à l'audiovisuel (musique de pub, théâtre, films) et participe à divers courts-métrages. En décembre 2009, il se produit sur scène avec Patrick Rondat, (guitariste de Jean-Michel Jarre).
Il se produit également avec le guitariste Jean Fontanille et le batteur Keuj (Watcha, Pascal Obispo) lors de concerts et master-classes dans diverses écoles de musique réputées.
En 2009, le député Patrick Roy, à la suite d'un discours politique lors d'une session de l'Assemblée nationale où il cite le nom du groupe, rencontre les membres d'Adagio et leur rend visite en coulisses, assistant également à plusieurs de leurs spectacles. La même année, il participe à l'enregistrement du nouvel album du Cyril Achard Trio, Violencia, à nouveau avec Eric Lebailly à la batterie.
En octobre 2010, il joue les parties de basses du premier album solo de son ami Stéphan Forté (guitariste d'Adagio), The Shadows Compendium, dont la sortie a lieu en 2011.
Le 13 novembre 2011, Stéphan Forté et Franck Hermanny se produisent lors du festival Jason Becker : Not dead yet. Hermanny accompagne les morceaux de Stéphan, issus de son album solo, ainsi que sur les sets des guitaristes Daniele Gottardo, Marco Sfogli (guitariste du projet solo de James Labrie de Dream Theater), et d'Atma Anur (batteur sur les albums de Jason Becker, Cacophony, et pratiquement tous les artistes Shrapnel des années 1980). Franck a partagé la scène avec le bassiste Stuart Hamm durant cette soirée, durant laquelle Guthrie Govan, Michael Lee Firkins, Kiko Loureiro et Mattias Eklundh se sont également produits sur scène.
Il effectue la tournée du Guitar Universe tour en octobre 2012, en compagnie de Stéphan Forté et des guitaristes Marty Friedman (Megadeth) et Yossi Sassi (Orphaned Land) à travers l'Europe.
Il est régulièrement invité sur des événements musicaux tels que le Salon de la musique, Music & You à Paris, le Musikmesse de Francfort ou le NAMM Show de Anaheim (Los Angeles) pour promouvoir les marques Ibanez et Markbass, avec Andy James, Marco Sfogli, et Damien Schmitt. Après le NAMM Show de Los Angeles, Stéphan Forté et Franck Hermanny furent invités par Jason Becker. L'artiste les a invité à venir jouer chez lui dans sa maison de San Francisco.
Frank Hermanny a sa photo sur le "wall of fame" de la marque Ibanez.
En 2014, Frank se charge à nouveau de la basse pour le second album solo de Stéphan Forté. L'album, intitulé Enigma Black Opera, sortira sur le label de Stéphan Forté, Zeta Nemesis, en octobre 2014. La fin de l'année devrait aussi voir la concrétisation du projet parallèle de Franck, Massive Dynamik avec le guitariste Richard Daudé, ainsi qu'une tournée de master-classes de basse.

## Techniques de basse
Franck Hermanny utilise des techniques et variées et assez inhabituelles à la basse : sweeping (ou sweep), slap phrasing, technique de l'aller-retour au pouce (slap aller-retour, où le pouce est utilisé comme un médiator), et également le jeu à trois (pouce - index - majeur) ou quatre gestes (pouce/pouce - index - majeur).
L'utilisation de l'harmonique artificiel, ainsi que des bend, reverse bend et glissando - généralement utilisés par les guitaristes - font également partie intégrante de sa technique.
Bien qu'influencé principalement par le rock, le métal et la fusion, Franck Hermanny utilise dans l'improvisation et les soli des éléments empruntés au jazz comme les arpèges et les approches chromatiques.

## Matériel
Depuis 2001, Franck était fidèle aux basses Yamaha, marque qui l'avait engagé depuis les débuts d'Adagio mais en 2009, il collabore avec la marque Ibanez, jouant désormais sur les modèles SR 500E Prestige OL, SR 706K, et la SR Ashula, modèle unique de basse mi-frettée, mi-fretless, disponible en édition limitée.
Basses :
- Ibanez SR 5006 OL Prestige 6 cordes
- Ibanez BTB 7 cordes
- Ibanez ASC Ashula 6 cordes
- Ibanez SR 706 6 cordes
- Ibanez SR 506 Fretless 6 cordes
- Ibanez Roadstar II 4 cordes
- Concklin Groove Tools 7 cordes
- Ken Smith 6 cordes
- Yamaha TRB6 PII (x 2)

Amplification :
- Markbass Classic 300[4]
- Markbass TTE 500
- 8 x 10" Classic 108 (x 2)[4]
- Mini CMD 121P
- NEW YORK 121

Effets et boîtes de direct :
- octaver Super Synth
- compresseur
- distorsion
- Bass Multiamp
- boîte de direct Super Pro DI

Frank Hermanny participe à des publicités pour les cordes Elixir Strings (filiale de  WL Gore and Associates) apparaissant dans divers magazines.

## Discographie

### AvecAdagio
- 2001 - Sanctus Ignis (NTS/Wagram Music)
- 2003 - Underworld (NTS/Wagram Music)
- 2004 - A Band in Upperworld (live, sortie japonaise), Avalon Marquee)
- 2006 - Dominate (Sony/BMG)
- 2009 - Archangels in Black (Listenable Records)
- 2010 - Underworld (réédition, XIII Bis Records)
- 2010 - A Band in Upperworld (live, réédition, XIII Bis Records)

### Participations
- 2001 - Cyril Achard's Morbid Feeling - ...In inconstancia constans (Lion Music)
- 2002 - The Alchemists (compilation de guitare, Lion Music)
- 2003 - Beyond inspiration - A Uli Jon Roth Tribute (Lion Music)
- 2004 - Shawn Lane - Remembered Vol.1 (Lion Music)
- 2004 - Shawn Lane - Remembered Vol.2 (Lion Music)
- 2008 - Cyril Achard - 1992-2008 Unreleased Collection (Lion Music)
- 2010 - Cyril Achard - Violencia (Lion Music)
- 2011 - Stéphan Forté - The Shadows Compendium (Listenable Records)

### DVD
- Bass Licks part 1 & 2
- Jason Becker : not dead yet